# Cypress (Illinois)
Cypress – wieś w Stanach Zjednoczonych, w stanie Illinois, w hrabstwie Johnson.